# Hình lăng trụ
| Tập hợp lăng trụ đồng dạng     | Tập hợp lăng trụ đồng dạng   |
| ------------------------------ | ---------------------------- |
| (Một lăng trụ sáu cạnh)        |                              |
| Kiểu                           | đa diện đồng dạng            |
| Số mặt                         | 2+n total: 2 {n} n {4}       |
| Số cạnh                        | 3n                           |
| Số đỉnh                        | 2n                           |
| Schläfli symbol                | {n}×{} or t{2, n}            |
| Coxeter diagram                |                              |
| Vertex configuration           | 4.4.n                        |
| Symmetry group                 | Dnh, [n,2], (*n22), order 4n |
| Rotation group                 | Dn, [n,2]+, (n22), order 2n  |
| Dual polyhedron                | bipyramids                   |
| Tính chất                      | lồi, bán đều đẳng giác       |
| n-gonal prism net (n = 9 here) |                              |

Trong hình học, hình lăng trụ là một đa diện có hai mặt đáy là các đa giác tương đẳng và những mặt còn lại là các hình bình hành. Mọi tiết diện song song với hai đáy đều là các đa giác tương đẳng với hai đáy.

## Diện tích xung quanh
Diện tích xung quanh của hình lăng trụ đứng bằng chu vi đáy nhân với chiều cao.
{\displaystyle S_{xq}=2p.h}
(trong đó p là nửa chu vi đáy, h là chiều cao)
Diện tích toàn phần của hình lăng trụ đứng bằng tổng diện tích xung quanh và diện tích đáy.

## Thể tích
Thể tích của hình lăng trụ được tính bằng diện tích của mặt đáy và khoảng cách giữa hai mặt đáy hoặc là chiều cao.
Thể tích của hình lăng trụ là:
{\displaystyle V=S\cdot h}
Trong đó S là diện tích mặt đáy của hình lăng trụ và h là chiều cao của nó.